# Lista de filmes indianos de maior bilheteria
Este é uma classificação dos filmes indianos de maior bilheteria, que inclui filmes em vários idiomas com base nas estimativas conservadoras de bilheteria global, conforme relatado por fontes respeitáveis. Não há rastreamento oficial dos números das bilheterias domésticas na Índia, e os sítios indianos que publicam dados são frequentemente pressionados a aumentar suas estimativas de bilheteria doméstica.
Os filmes indianos são exibidos em mercados de todo o mundo desde o início do século XX. A partir de 2003, existem mercados em mais de 90 países onde são exibidos filmes da Índia. Durante a primeira década do século XXI, houve um aumento constante do preço dos ingressos, uma triplicação do número de salas e um aumento no número de cópias de um filme em lançamento, o que levou a um grande aumento nas bilheterias.
A maioria dos filmes indianos de maior bilheteria são filmes hindi. A partir de 2014, o cinema Hindi representa 43% da receita líquida de bilheteria na Índia, enquanto o cinema Telugu e Tamil representam 36%, e outras indústrias regionais constituem 21%.

## Números brutos globais
A lista a seguir mostra os 25 filmes de maior bilheteria da Índia, que incluem filmes de todas as línguas indianas. Os números não estão corrigidos pela inflação.
A lista de filmes a seguir é classificada em termos de rúpias indianas. As conversões de moeda para dólares americanos também são dadas como pontos de referência, mas podem não ser consistentes, pois a taxa de câmbio dólar-rupia variou ao longo do tempo, de 48 rúpias por dólar em 2009 para mais de 65 rúpias por dólar em 2017.
| * | Indica filmes ainda em exibição nos cinemas |

| Classificação | Pico | Filme                       | Ano  | Diretor               | Estúdio(s)                                                           | Língua Primária    | Bruto mundial    | referência           |
| ------------- | ---- | --------------------------- | ---- | --------------------- | -------------------------------------------------------------------- | ------------------ | ---------------- | -------------------- |
| 1             | 1    | Dangal                      | 2016 | Nitesh Tiwari         | Aamir Khan Productions UTV Motion Pictures Walt Disney Studios India | Hindi              | US$311 milhões   | [ 8 ]                |
| 2             | 1    | Baahubali 2: The Conclusion | 2017 | S. S. Rajamouli       | Arka Media Works                                                     | Telugu Tamil       | US$278 milhões   | [ 8 ]                |
| 3             | 3    | RRR *                       | 2022 | S. S. Rajamouli       | DVV Entertainments                                                   | Telugu             | US$140 milhões   | [ 9 ]                |
| 4             | 3    | Bajrangi Bhaijaan           | 2015 | Kabir Khan            | Salman Khan Films Kabir Khan Films Eros International                | Hindi              | US$150 milhões   |                      |
| 5             | 3    | Secret Superstar            | 2017 | Advait Chandan        | Aamir Khan Productions                                               | Hindi              | US$154 milhões   |                      |
| 6             | 1    | PK                          | 2014 | Rajkumar Hirani       | Vinod Chopra Films Rajkumar Hirani Films                             | Hindi              | US$120 milhões   | [ 10 ]               |
| 7             | 5    | 2.0                         | 2018 | S.Shankar             | Lyca Productions                                                     | Tamil              | US$100 milhões   | [ 11 ]               |
| 8             | 2    | Baahubali: The Beginning    | 2015 | S. S. Rajamouli       | Arka Media Works                                                     | Telugu Tamil       | US$101 milhões   | [ 12 ] [ 13 ] [ 14 ] |
| 9             | 4    | Sultan                      | 2016 | Ali Abbas Zafar       | Yash Raj Films                                                       | Hindi              | US$93 milhões    | [ 15 ]               |
| 10            | 8    | Sanju                       | 2018 | Rajkumar Hirani       | Rajkumar Hirani Films Vinod Chopra Films                             | Hindi              | US$85.81 milhões | [ 16 ]               |
| 11            | 7    | Padmaavat                   | 2018 | Sanjay Leela Bhansali | Bhansali Productions Viacom 18 Motion Pictures                       | Hindi              | US$86 milhões    | [ 17 ]               |
| 12            | 8    | Tiger Zinda Hai             | 2017 | Ali Abbas Zafar       | Yash Raj Films                                                       | Hindi              | US$87.32 milhões | [ 8 ] [ 18 ]         |
| 13            | 1    | Dhoom 3                     | 2013 | Vijay Krishna Acharya | Yash Raj Films                                                       | Hindi              | US$101 milhões   |                      |
| 14            | 9    | War                         | 2019 | Siddharth Anand       | Yash Raj Films                                                       | Hindi              | US$68 milhões    | [ 19 ]               |
| 15            | 1    | 3 Idiots                    | 2009 | Rajkumar Hirani       | Vinod Chopra Films                                                   | Hindi              | US$95 milhões    |                      |
| 16            | 14   | Andhadhun                   | 2018 | Sriram Raghavan       | Viacom 18 Motion Pictures Matchbox Pictures                          | Hindi              | US$65 milhões    | [ 20 ]               |
| 17            | 16   | Saaho                       | 2019 | Sujeeth               | UV Creations T-Series                                                | Hindi Tamil Telugu | US$57 milhões    | [ 21 ]               |
| 18            | 6    | Prem Ratan Dhan Payo        | 2015 | Sooraj R. Barjatya    | Fox Star Studios Rajshri Productions                                 | Hindi              | US$67 milhões    | [ 22 ]               |
| 19            | 2    | Chennai Express             | 2013 | Rohit Shetty          | Red Chillies Entertainment                                           | Hindi              | US$72.19 milhões | [ 23 ]               |
| 20            | 4    | Kick                        | 2014 | Sajid Nadiadwala      | Nadiadwala Grandson                                                  | Hindi              | US$66 milhões    | [ 24 ]               |
| 21            | 17   | Simmba                      | 2018 | Rohit Shetty          | Reliance Entertainment Dharma Productions                            | Hindi              | US$58 milhões    | [ 25 ]               |
| 22            | 5    | Happy New Year              | 2014 | Farah Khan            | Red Chillies Entertainment                                           | Hindi              | US$65.08 milhões | [ 26 ] [ 27 ]        |
| 23            | 8    | Krrish 3                    | 2013 | Rakesh Roshan         | Filmkraft Productions Pvt. Ltd                                       | Hindi              | US$67 milhões    | [ 28 ]               |
| 24            | 21   | Kabir Singh                 | 2019 | Sandeep Vanga         | Cine1 Studios T-Series                                               | Hindi              | US$54 milhões    | [ 29 ]               |
| 25            | 10   | Dilwale                     | 2015 | Rohit Shetty          | Red Chillies Entertainment Rohit Shetty Productions                  | Hindi              | US$59 milhões    | [ 30 ]               |

## Filmes de maior bilheteria por idioma
O cinema bengali foi o centro do cinema indiano na década de 1930, e representou um quarto da produção cinematográfica da Índia na década de 1950. O cinema no sul da Índia representava quase metade das salas de cinema da Índia na década de 1940.

### Assamês
O cinema assamês está sediado no estado de Assam e produz filmes em língua assamesa.
| Classificação | Filme         | Ano  | Diretor     | Estúdio(s)         | Receita Bruta Mundial | Ref.   |
| ------------- | ------------- | ---- | ----------- | ------------------ | --------------------- | ------ |
| 1             | Ratnakar      | 2019 | Jatin Bora  | JB Produção        | US$1.2 milhões        | [ 33 ] |
| 2             | Kanchanangha  | 2019 | Zubeen Garg |                    | US$670,000            | [ 34 ] |
| 3             | Missão China  | 2017 | Zubeen Garg | i Criação Produção | US$660,000            | [ 35 ] |
| 4             | Priyaar Priyo | 2017 | Munin Barua | Azaan Filmes       | US$240,000            | [ 36 ] |

### Bengali
O cinema bengali é a indústria cinematográfica em língua bengali centrada no bairro de Tollygunge em Calcutá, Bengala Ocidental. É conhecido pelo apelido de Tollywood, uma junção das palavras Tollygunge e Hollywood, desde 1932.
| Classificação | Filme                     | Ano  | Diretor                            | Estúdio(s)                                                            | Receita bruta mundial | Fonte                |
| ------------- | ------------------------- | ---- | ---------------------------------- | --------------------------------------------------------------------- | --------------------- | -------------------- |
| 1             | Amazon Obhijaan           | 2017 | Kamaleswar Mukherjee               | Filmes de Shree Venkatesh                                             | US$6.4 milhões        | [ 37 ] [ 38 ]        |
| 2             | Chander Pahar             | 2013 | Kamaleswar Mukherjee               | Filmes de Shree Venkatesh                                             | US$2.0 milhões        | [ 39 ]               |
| 3             | Chefe 2: De volta à regra | 2017 | Baba Yadav                         | Fogos de artifício de Jeetz Trabalhos de mídia Walzen Jaaz Multimídia | US$1.4 milhões        | [ 40 ]               |
| 4             | Nabab                     | 2009 | Joydip Mukherjee                   | Jaaz Multimedia, Eskay Filmes                                         | US$1.2 milhões        | [ 41 ]               |
| 5             | Rangbaaz                  | 2013 | Raja Chanda                        | Filmes Surinder                                                       | US$1.2 milhões        | [ 42 ]               |
| 6             | Praktan                   | 2016 | Shiboprosad Mukherjee, Nandita Roy | Windows                                                               | US$1.1 milhão         | [ 43 ]               |
| 7             | Khoka 420                 | 2013 | Rajiv Kumar Biswas                 | Eskay Filmes                                                          | US$1 milhão           | [ 42 ]               |
| 8             | Posto                     | 2017 | Shiboprosad Mukherjee, Nandita Roy | janelas                                                               | US$1 milhão           | [ 44 ] [ 45 ] [ 46 ] |

### Boiapuri
O cinema Bhojpuri produz filmes na língua Boiapuri.
| Classificação | Filme                 | Ano  | Estúdio(s)                    | Bruto mundial  | Referência(s) |
| ------------- | --------------------- | ---- | ----------------------------- | -------------- | ------------- |
| 1             | Sasura Bada Paisawala | 2003 | Balaji Cinevision Pvt Ltd     | US$4.6 milhões | [ 47 ]        |
| 2             | Ganga                 | 2006 | N / D                         | US$4.6 milhões | [ 47 ]        |
| 3             | Pratigya              | 2008 | Filmes de Vênus               | US$2.8 milhões | [ 47 ]        |
| 4             | Fronteira             | 2018 | Nirahua Entertainment Pvt Ltd | US$2.5 milhões | [ 47 ]        |

### Guzerate
O cinema guzerate produz filmes em língua guzerate e se concentra principalmente no público em Gujarat e Mumbai. A indústria cinematográfica às vezes é chamada de Dhollywood ou Gollywood.
| Classificação | Filme                          | Ano  | Diretor           | Estúdio(s)                     | Bruto                           | Fonte                |
| ------------- | ------------------------------ | ---- | ----------------- | ------------------------------ | ------------------------------- | -------------------- |
| 1             | Chaal Jeevi Laiye!             | 2019 | Vipul Mehta       | Filmes de coco                 | US$6.8 milhões                  | [ 48 ]               |
| 2             | Desh Re Joya Dada Pardesh Joya | 1998 | Govindbhai Patel  | GN filmes                      | US$2.9 milhões                  | [ 49 ] [ 50 ]        |
| 3             | Shu Thayu?                     | 2018 | Krishnadev Yagnik | Belvedere Films                | US$2.8 milhões                  | [ 51 ] [ 52 ]        |
| 4             | Chhello Divas                  | 2015 | Krishnadev Yagnik | Belvedere Films                | US$2.4 milhões                  | [ 49 ] [ 53 ]        |
| 5             | Sharato Lago                   | 2018 | Neeraj Joshi      | Superhit Entretenimento        | US$2.3 milhões                  | [ 51 ]               |
| 6             | Hellaro                        | 2019 | Abhishek Shah     | Filmes Harfanmaula             | US$2.1 milhões                  | [ 54 ] [ 55 ] [ 56 ] |
| 7             | Gujjubhai, o Grande            | 2015 | Ishaan Randeria   | Siddharth Randeria Productions | US$2.0 milhões                  | [ 57 ]               |
| 8             | GujjuBhai: mais procurado      | 2018 | Ishaan Randeria   | Siddharth Randeria Productions | US$1.3 milhões                  | [ 51 ]               |
| 9             | Golkeri                        | 2020 | Xá viral          | Sutra da Alma                  | est. ₹ 9 crore (US$ 1,2 milhão) | [ 58 ]               |
| 10            | Bey Yaar                       | 2014 | Abhishek Jain     | CineMan Productions            | US$1.1 milhão                   | [ 59 ]               |

### Hindi
A indústria cinematográfica de língua hindi, com sede em Mumbai, na Índia, é frequentemente conhecida como Bollywood. Bollywood é a maior produtora cinematográfica da Índia e um dos maiores centros de produção cinematográfica do mundo.
| Classificação | Filme             | Ano  | Diretor               | Estúdio(s)                                                 | Bruto mundial                | Fonte        |
| ------------- | ----------------- | ---- | --------------------- | ---------------------------------------------------------- | ---------------------------- | ------------ |
| 1             | Dangal            | 2016 | Nitesh Tiwari         | Aamir Khan Produções Filmes UTV Walt Disney Studios Índia  | US$311 milhões               | [ 8 ]        |
| 2             | Bajrangi Bhaijaan | 2015 | Kabir Khan            | Filmes de Salman Khan Kabir Khan Filmes Eros Internacional | US$150 milhões               |              |
| 3             | Estrela Secreta   | 2017 | Advait Chandan        | Aamir Khan Produções                                       | US$154 milhões               |              |
| 4             | PK                | 2014 | Rajkumar Hirani       | Filmes de Vinod Chopra Rajkumar Hirani Filmes              | US$140 milhões               | [ 10 ]       |
| 5             | Sultão            | 2016 | Ali Abbas Zafar       | Filmes de Yash Raj                                         | US$89 milhões                | [ 15 ]       |
| 6             | Sanju             | 2018 | Rajkumar Hirani       | Rajkumar Hirani Filmes Filmes de Vinod Chopra              | US$83.34 milhões             | [ 16 ]       |
| 7             | Padmaavat         | 2018 | Sanjay Leela Bhansali | Bhansali Productions Filmes Viacom 18                      | US$83 milhões                | [ 17 ]       |
| 8             | Tigre Zinda Hai   | 2018 | Ali Abbas Zafar       | Filmes de Yash Raj                                         | US$87.32 milhões             | [ 8 ] [ 18 ] |
| 9             | Dhoom 3           | 2013 | Vijay Krishna Acharya | Filmes de Yash Raj                                         | ₹ 556 crore (US$101 milhões) |              |
| 10            | Guerra            | 2019 | Siddharth Anand       | Filmes de Yash Raj                                         | US$62 milhões                | [ 19 ]       |